# Палата Цвингер
Палата Цвингер је палата у граду Дрездену на истоку Немачке, изграђена у стилу архитектуре барока. Њен градитељ је био дворски архитекта Матеус Данијел Пепелман. Служила је као оранжерија, изложбена галерија и фестивалска арена дрезденског двора.
Локација палате је некада била део градске тврђаве, од које је сачуван спољни зид. Име потиче од немачке речи која означава двориште испред замка, или градске капије, намењено одбрани. 
Палату Цвингер је осмислио Пепелман и изградио у више фаза од 1710. до 1728. Аутор скулптура је Балтазар Пермозер. Палата је формално отворена 1719. церемонијом венчања принца електора Фредерика Августа са кћерком хабрзбуршког цара, надвојводкињом Маријом Јозефом. У то време су били изграђене спољне фасаде са павиљонима и галеријама са луковима, што је била спектакуларна сценографија за ову свечаност. Палата није имала функцију изложбене галерије и библиотеке до коначног заврешетка радова на ентеријеру 1728.
Простор палате је заокружен изградњом неокласичне зграде Готфрида Земпера на северној страни, која је позната као „Земперова галерија”. 
Данас се у Палати Цвингер налазе више музеја: „Галерија старих мајстора” (Gemäldegalerie Alte Meister), „Дрезденска колекција порцелана” (Dresdener Porzellansammlung) и „Математичко-физички салон” (Mathematisch-Physikalischer Salon).

### Разарање и поновна изградња
Зграда је већим делом уништена у бомбардовању 13–15. фебруара 1945. Колекција уметничких предмета је пре тога била евакуисана. Реконструкцију је помогла совјетска војна администрација. Део реконструисаног комплекса отворен је за јавност 1951. До 1963. Палата Цвингер је доведена у стање у каквом је била пре рата.